# Elwak
Elwak – miasto w północno-wschodniej Kenii, na granicy z Somalią, w hrabstwie Mandera. Liczy 60,7 tys. mieszkańców.